# Chondriolejeunea chinii
Chondriolejeunea chinii är en bladmossart som först beskrevs av Pierre Tixier, och fick sitt nu gällande namn av G.Kis et Pócs. Chondriolejeunea chinii ingår i släktet Chondriolejeunea och familjen Lejeuneaceae. Inga underarter finns listade i Catalogue of Life.